# Ягодзінський Михайло Йосипович
Михайло Йосипович Ягодзінський (* 14 червня 1923 - 26 липня 2008) — історик, археолог, поділлєзнавець, перший завідувач Меджибізького музею (нині Державний історико-культурний заповідник "Межибіж") 

## Біографія
Михайло Йосипович Ягодзінський закінчив історичний факультет Ужгородського державного університету, викладав історію у школах Старокостянтинівського, Городоцького, Деражнянського, Старосинявського районів. Водночас весь свій вільний час разом із учнями проводив в археологічних, історико-краєзнавчих та етнографічних експедиціях, вивчав пам'ятки історії та культури рідного краю. 14 квітня 1968 р. призначений на посаду наукового співробітника Меджибізького музею - відділу Хмельницького обласного краєзнавчого музею (до 1987 р.).
Вишукував пам'ятки давнини краю і стародавні речі, засновував фонди новоствореного музейного закладу в Меджибізькій фортеці. Проводив археологічні розвідки по берегах Південного Бугу та Бужка, за підсумками яких складено для Інституту археології НАН України «Звіт про археологічні розвідки в межах Хмельницької області, проведені протягом 1958-1971 рр.», «Звіт про археологічні розвідки по берегах верхів'я Південного Бугу в 1972 р.» та «Звіт про археологічні дослідження в зоні верхів'їв басейну рік Південний Буг та Бужок (околиці Меджибожа Хмельницької області) в 1973 р.». Михайлом Ягодзінським було віднайдено первинне ядро Меджибізької фортеці XII — XIV ст., тобто літописного «Межибожа» та введено в науковий обіг десятки археологічних пам'яток, виявлених в містечку і в його околицях.